# Третя династія Уру

Давнє Межиріччя

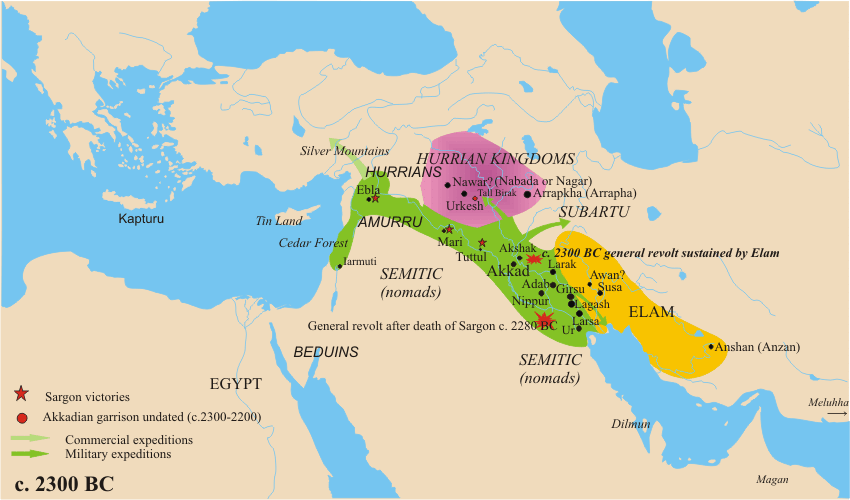
Давнє Межиріччя в 2300 до н. е.

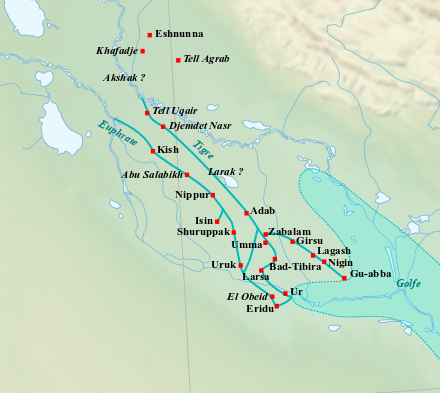
Нижнє Межиріччя

Третя династія Ура — династія та держава, яку вона очолювала, що існувала в Стародавньому Межиріччі у XXI столітті до н.е.. Це був останній період шумерської державності — так зване шумерське відродження. Держава Шумеру та Аккаду за правління ІІІ династії Ура — це перша в історії тоталітарна держава, для якої були характерні одержавлення більшої частини господарства країни, контроль та регламентація усіх аспектів життя, чітка державна ідеологія. Незважаючи на підкреслену шумерскість і те, що в офіційному вжитку була лише шумерська мова, насправді держава Шумера та Аккада було результатом синтезу шумерської та аккадської традицій, хоч і за домінування першої, а в живому спілкуванні аккадська продовжувала витісняти шумерську.

## Виникнення
Після вигнання гутіїв правитель Уруку Утухенгаль об'єднав під своєю владою увесь Шумер і оголосив себе за прикладом саргонідів царем Шумеру і Аккаду. Серед його сподвижників був і правитель Уру Ур-Намму. Якщо спершу він у своїх надписах зображує себе вірним намісником Утухенгаля, то пізніше сам починає претендувати на верховну владу. В боротьбу за владу пробував втрутитися і правитель Лагашу, однак йому заважала репутація Лагаша, котрий вважався прокутійським містом. На щастя для Ур-Намму, перш ніж боротьба дійшла до збройного конфлікту, Утухенгаль загинув внаслідок нещасного випадку. Невдовзі по тому лугаль Ура завоював Урук і створив єдину державу, відому зараз як держава Третьої династії Ура.
Соціально-історичні умови того часу в значній мірі вплинули на сам характер держави. По-перше, це було відродження Шумеру після тривалого іноземного завоювання — кутійського, а перед тим — аккадського. Серед шумерів були сильні патріотичні та націоналістичні настрої, які вимагали повернення до старих, щиро шумерських порядків. По-друге, країна після тривалого панування варварів завойовників вимагала господарського відродження — відновлення системи каналів, доріг тощо. По-третє, незважаючи на бажання повернутися до старих шумерських порядків, величезний вплив на уявлення про владу склав Аккадський період та його деспотичні царі. Можна стверджувати, що фактично царі третьої династії Ура, декларуючи свою шумерськість, політично скоріше наслідували Саргона та Нарам-Суена. Також слід враховувати, що країну населяли не лише шумери, але й аккадці та відносно недавні прибульці амореї, а в живому спілкуванні основною мовою була саме аккадська, а не шумерська. Тому незважаючи на домінування шумерської культури держава Шумеру та Аккаду була насправді синтезом двох традицій — шумерської та аккадської.

## Династія
Згідно з шумерським «Царським списком», ІІІ династія Ура правила понад сто років і налічувала 5 царів.
1. Ур-Намму — правив у 2112–2094[6] роках до нашої ери.
2. Шульгі — правив у 2094–2046 роках до нашої ери.
3. Амар-Сін — правив у 2046–2038 роках до нашої ери.
4. Шу-Сін — правив у 2037–2028 роках до нашої ери.
5. Іббі-Сін — правив у 2028–2003 роках до нашої ери.

## Історія

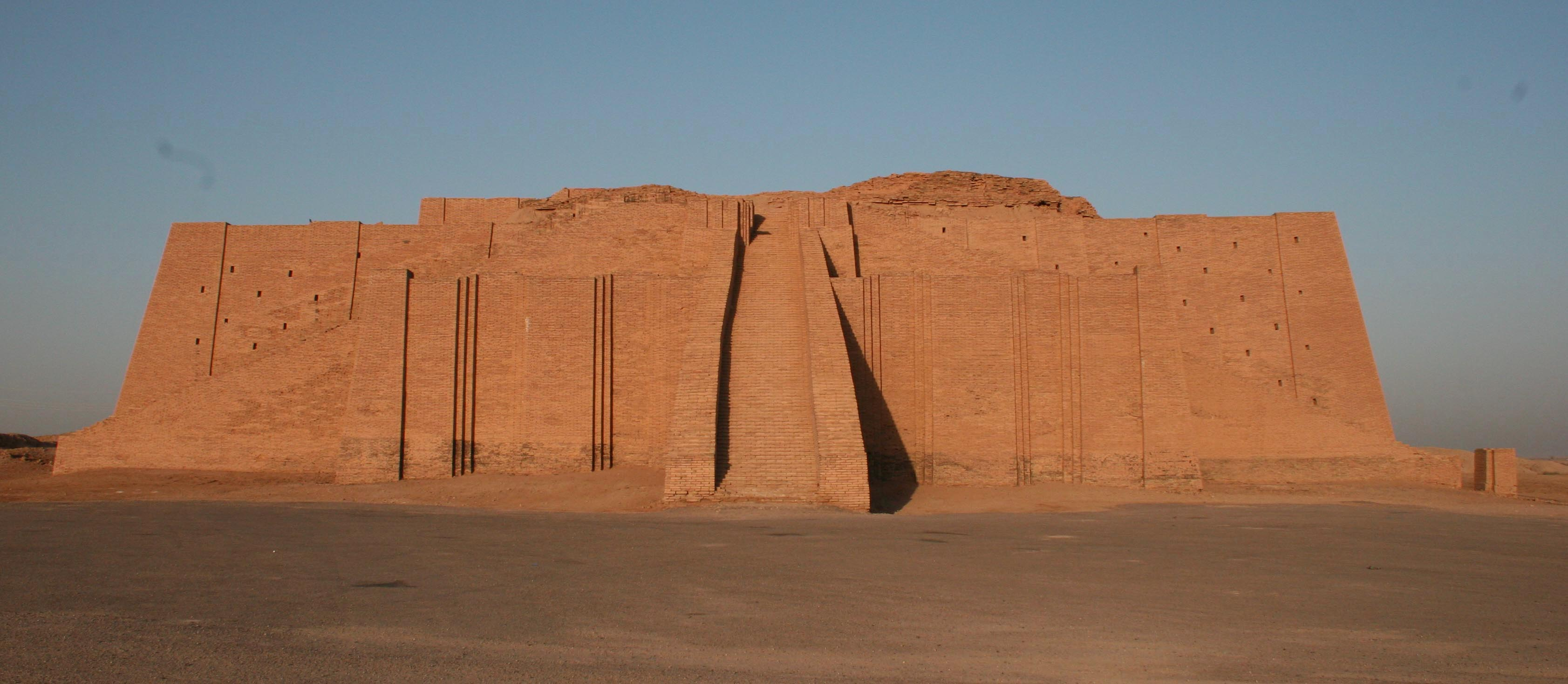
Зикурат в Урі збудований за Ур-Намму

До складу володінь Третьої династії Ура — «Держави Шумеру і Аккаду», окрім власне південного Межиріччя, входили також значна частина Верхньої, або ж Північної Месопотамії, а також деякі землі за Тигром та в Еламі.
Об'єднання Межиріччя в єдину державу дало поштовх розвиткові сільського господарства. Провадилися величезні іригаційні роботи — лагодилися старі канали, запущені за роки гутійського панування, та будувалися нові. До нашого часу збереглися їх залишки під Уммою. Особливо прославився цим Ур-Намму, на долю якого випало відроджувати господарство звільненої від гутіїв країни — збереглися надписи цього царя, який повідомляє про організацію відбудови зруйнованих дамб та каналів. Але за наказом Ур-Намму провадилися не лише іригаційні роботи, наприклад, саме за його правління в Урі було споруджено величний зикурат, руїни котрого збереглися до нашого часу. Сам Ур-Намму за прикладом стародавніх енсі хотів зобразити себе будівельником, і з часів його правління збереглося багато статуеток царя з кошиком цегли на голові. За наказом царя будувалися та перебудовувалися храми по всій країні, на сотнях цеглин, які закладалися у фундаменти будівель, збереглося його ім'я. Окрім будівництва, займався Ур-Намму й іншою звичною для давніх правителів діяльністю — воював. Саме він підкорив незалежний раніше Лагаш і здійснив кілька походів на північний-захід аж до Середземного моря.

Держава ІІІ династії Ура

Після засновника династії майже пів століття правив його син Шульгі. Він не лише був самовладним правителем, але й, наслідуючи Нарам-Суена, був збожествлений за життя. Шульгі відносно багато воював у Еламі, здійснив 9 походів в передгір'я Загросу проти племен сумуру та лулубеїв. Він реформував військо, завівши за саргонідівським зразком загони лучників. В другій половині правління Шульгі вдалося підкорити гірські райони Еламу, Марі, значні території в північному Межиріччі — як заявляв сам Шульгі, всю країну Субарту, у тому числі й Ашшур. В еламській області Махаші урському царю вдалося посадити на престол свою дочку. Є відомості про походи в Сирію і про те, що Бібл входив в зону впливу ІІІ династії Ура. В цей час навіть далека східна Мала Азія перебувала під впливом Шумеру та шумерської культури. На короткий час держава Шуммеру і Аккаду майже відновило колишню імперію Саргонідів.
Від Шульгі збереглася найдавніша з відомих збірок законів. Сам цар стверджував, що «встановив справедливість на землі, вигнав зловживання». В законах Ур-Намму цікавим є те, що головною формою покарань є різноманітні штрафи, а не дії за принципом таліону. Шульгі запровадив по всій країні єдину систему мір та ваги, означення років за одними й тими самими подіями, календар, який узгоджував місячний та сонячний роки завдяки додаванню вставних місяців протягом тридцятишестирічного циклу.
Слідом за Шульгі правили його сини Амар-Суен та Шу-Суен, які завоювали землі середньої течії Євфрату, підкорили Марі та Еблу. Однак царству Шумера та Аккада загрожували кочові племена, тож уже Шу-Суен наказав збудувати для захисту від них величезну стіну. За Шу-Суена відбувається вже помітне ослаблення держави. Близько 2030 року намісник Ешнуни Ітурія перестає підкорятися урському царю, приблизно тоді ж повстає Елам, де виникає власна нова династія Симаші.
Останнім правителем ІІІ династії Ура був Іббі-Суен, який на початку свого правління воював з Еламом. Однак небезпека загрожувала з іншого напрямку — вторгнення кочівників амореїв призвело до анархії в державі та її розпаду.
Слід відзначити, що порівняно з Саргонідами царі ІІІ династії Ура воювали значно менше. Проте, згідно з документами тих часів, дуже активною була невійськова зовнішня політика — по всьому регіону нишпорили урські торговельні та дипломатичні агенти, які не лише займалися торгівлею, але й прославляли своїх царів.
Саме на часи правління ІІІ династії Ура припадає перехід Межиріччя від мідної доби до бронзової, коли знаряддя з бронзи набувають значного поширення і починають заміняти мідні.

## Порядки

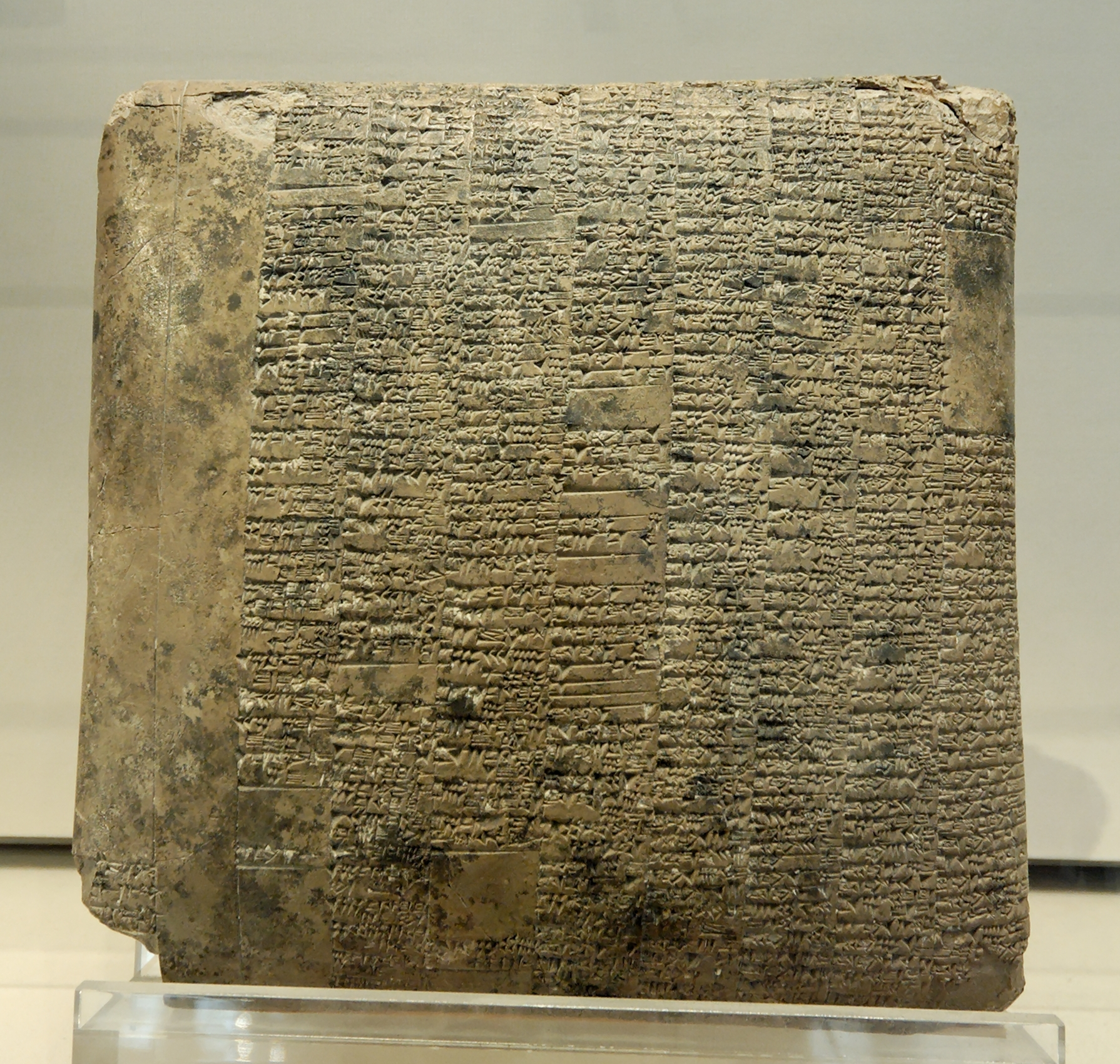
Зразок звітного господарчого звіту часів ІІІ династії Ура

Слід зазначити, що приблизно столітня історія ІІІ династії Ура є одним з найкраще документованих періодів стародавньої історії. В різних музеях світу зберігається не менше 100 тисяч глиняних табличок тих часів, або ж добра третина усіх документів, що дійшли до нас від усієї трьохтисячолітньої епохи клинопису. Щоправда, збереглися головно господарські документи, тому наші знання про ті часи стосуються перш за все порядків, а не політичних подій.

### Господарство
Головною рисою господарства ІІІ династії Ура було одержавлення. Фактично, за ІІІ династії Ура було повністю одержавлене ремесло, крім того, яке обслуговувало найбезпосередніші сімейні потреби, держава повністю контролювала міжнародну торгівлю, володіла більшою частиною землі, а, відповідно, і сільськогосподарського виробництва. Такого ступеня державного контролю над господарством країни Межиріччя не знало ні до, ні після. В літературі, особливо радянській, ІІІ династія Ура часто показується як зразок давньосхідної деспотії, однак насправді це не зразок, а яскравий виняток, бо в стародавньому світі ніколи більше не використовували як основний метод експлуатації ілотську працю в державних господарствах за пайок.
Більша частина земель належала царю. Царське господарство поглинуло колишні храмові землі, землі колишніх правителів, а також усі новозавойовані території. Царю належало значно більше землі, ніж общинам. Царські землі поділялися на три частини. Першу, більшу, складали землі, на яких безпосередньо велося централізоване господарство. Друга частина земель видавалася у використання храмам, а третя, найменша, роздавалася у використання найбільшим чиновникам, службовцям храмів, воїнам. Хоч в цілому держава намагалася максимально замінити видачу ділянок землі натуральними виплатами, але земельні володіння можновладців були досить значні. Наприклад, згідно з документами з Лагашу, головному жерцеві виділялося 36 гектарів землі, його помічнику 18, завідувачу господарства 15, тоді як ділянки дрібних землевласників зазвичай становили 5/6-1,5 гектари.
В цілому, державний сектор тримався на використанні праці залежного населення, фактично ілотів, і лише частково найманих робітників. Робітників звали гурушами — молодцями, а робітниць узагалі нгеме — рабинями. Усі робітники були об'єднані в бригади за видом діяльності — землероби, носії, пастухи, ремісники окремих майстерень. Ремісники працювали у великих державних майстернях, наприклад, відома велика ткацька майстерня в Урі, де працювало 165 жінок. Однак при цьому будь-яку бригаду робітників могли перекинути на інші роботи чи навіть в інше місто. Випадки, коли, наприклад, ливарників або ткаль відправляли розвантажувати баржі, збирати врожай або ж навіть бурлачити кораблі, не були рідкістю.
Гуруші працювали зранку до вечора без вихідних, нгеме працювали так само за винятком місячних, в ці дні з огляду на ритуальну нечистоту їх, певно, закривали десь окремо від інших. Робітникам видавали пайку — 1,5 літри ячменю на чоловіка і 0,75 літрів на жінку, видавалося трохи кунжутної олії та вовни, а в деяких випадках також пиво, рибу, зрідка фініки, але ніколи м'ясо. Ніяких згадок про видачу пайків на дітей нема, тож їх утримання повністю лягало на плечі батьків, перш за все матері. Також немає ніяких згадок про родини гурушів та нгеме.
Ряди гурушів та нгеме поповнювалися за рахунок полонених. Їх спершу приганяли в Ур, а потім розподіляли по усій країні. До приписування до конкретної бригади полонених, переважно жінок та дітей тримали в спеціальних таборах. За порядками ці табори були схожі на концентраційні, а смертність часом досягала 20% на місяць і навіть більше. Зберігся, наприклад, документ з Умми зі звітністю про видачу продовольства полонянкам та їхнім дітям у подібному таборі. За ним з 185 людей за місяць померло 57.
Кваліфіковані ремісники, вояки та більша частина чиновників також отримували пайок, хоч і помітно більший, ніж гуруші та нгеме — пайок видавався їм з розрахунку на утримання родини, а не лише на власне прогодування. Звичне для Межиріччя виділення земельних ділянок як джерела доходу використовувалося значно рідше, ніж до й після тих часів, і зазвичай щодо осіб, які займали високі посади. Рядовим чиновникам ділянки надавалися лише у виключних випадках, тож більшість населення повністю залежали від видачі з державних складів.
Централізовано було не лише землеробство та ремесло, але й скотарство і торгівлю. Худобу вирощували головно для жертвоприношень в храмах, та частково на шкіру та молоко. Кожен регіон мав по черзі постачати худобу в певний храм. Наприклад, в Ніппур для храму Енліля зганяли тисячі голів худоби. Фактично ці поставки худоби були формою податку. При цьому його розмір міг залежати від політичних причин. Наприклад усі номи держави мали постачати худобу в два головні урські храми по місяцю на рік, а Лагаш, який, як вважалося, провинився співробітництвом із гутіями, — два місяці.
Торгівля повністю перебувала в руках держави — нею займалися спеціальні агенти тамкари, які торгували товарами з державних складів. В умовах централізованого господарства внутрішня торгівля занепала, але зате процвітала зовнішня.
Продукцію з державних полів, стад та майстерень звозили на величезні склади і вже звідти розподіляли на місця. З одного боку, це посилювало владу держави та її апарату, а з іншого, робило систему вкрай вразливою до порушення постачання. Хоч в цілому господарство в силу примітивності та централізації було натуральним, але в торгівлі усе більше використовувалися гроші у вигляді вагового металу, головно срібла.

### Адміністративна система

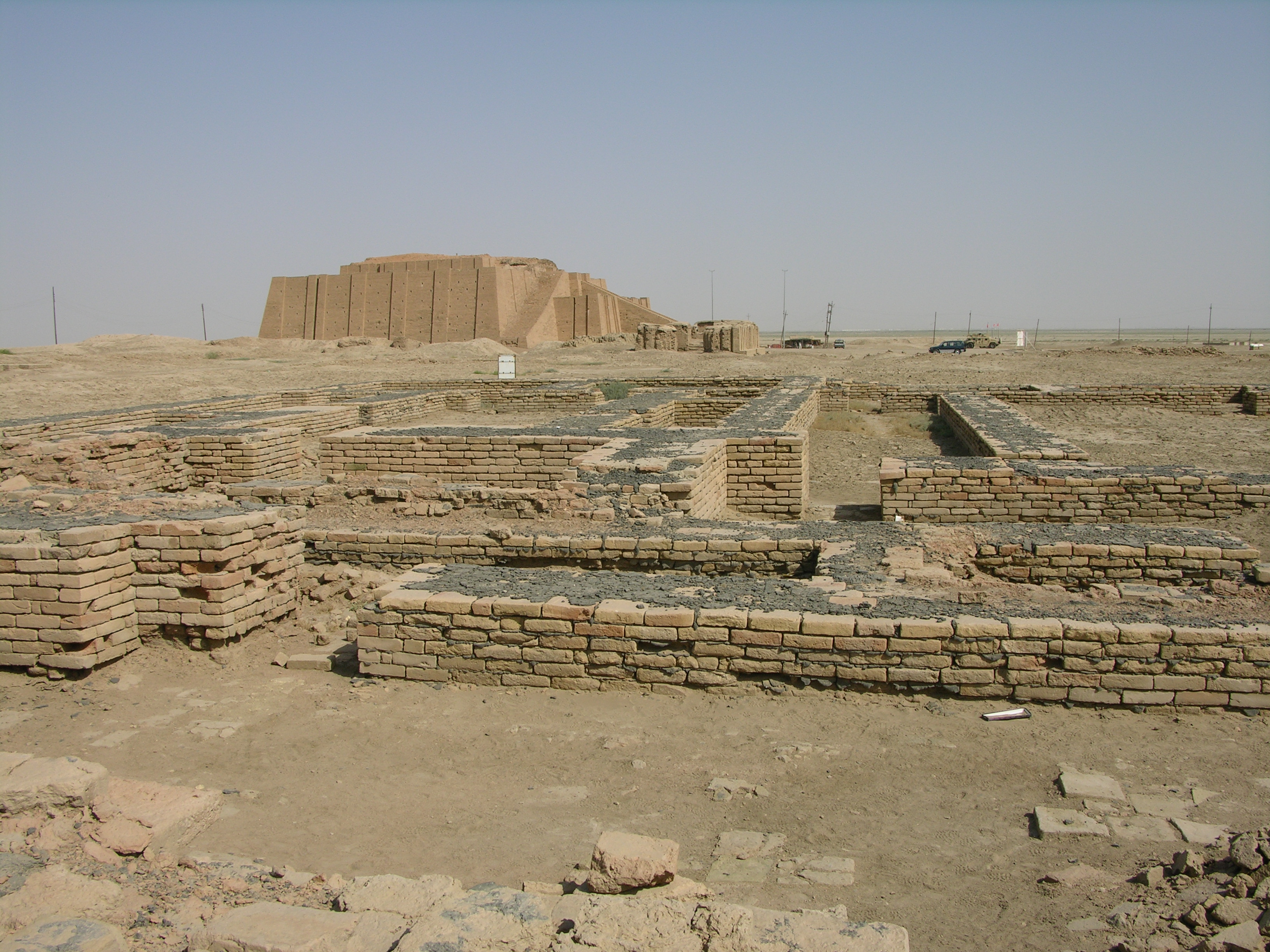
Руїни Ура — сучасний стан

Країна була поділена на округи, які часом збігалися, а часом не збігалися із традиційними територіями, що належали певним містам, бо кордони тепер спиралися не на історичну приналежність, а проходили по іригаційним спорудам. Як і раніше, на чолі таких округів стояли енсі, але тепер це були не виборні чи спадкові посадовці громади, а царські чиновники, в усьому покірні верховній владі. За наказом зверху їх нерідко перекидали з місця на місце, аби вони не могли закріпитися в певному окрузі. Лише в деяких прикордонних регіонах збереглися традиційні енсі. Хоча ці посадовці були повністю підпорядковані центральній владі, енсі все ж мали неабиякі доходи і багато рабів, яких, щоправда, за потреби могли мобілізувати для роботи в царському господарстві, наприклад, на збір урожаю. Також в кожен округ, окрім енсі, призначався спеціальний чиновник та воєначальник, які слідкували за роботою енсі та його апарату і регулярно відправляли в столицю звіти царю.
Владі енсі підпорядковувалося, певно, усе населення певного округу, а не лише державні службовці, гуруші та нгеме.
Уся система державного господарства потребувала обліку та нагляду і була наскрізь бюрократизованою. Усе фіксувалося в письмовому вигляді — навіть такі факти, як видача двох голубів на кухню для обіду цариці чи використання здохлої вівці для годування собак. При цьому кожну операцію мали затвердити своїми печатками двоє осіб — людина, відповідальна за операцію, і контролер. Для взаємоконтролю різні аспекти одного й того самого обліковувалися по-різному, наприклад, окремо існував облік робочої сили і окремо виконаної роботи. Поля ділилися на смуги вздовж і впоперек, тож для перехресного контролю одні чиновники стежили за полями вздовж, а інші впоперек. Первинною звітністю не обмежувалися і зводили її в звіти по загонах, містах, за певні періоди тощо.
Величезна бюрократична система вимагала величезної кількості чиновників — писарів, наглядачів, контролерів тощо. Усі ці посади, де видавався гарантований підвищений пайок, були вельми привабливі як свого часу для розорених гутіями общинників, так і пізніше для замучених роботою гурушів. Саме маса цих адміністративних робітників і була соціальною опорою режиму. З документів тої епохи видно, що чисельність приватних рабів значно зросла навіть в представників нижчих верств адміністрації, тобто в них були кошти як для купівлі рабів, так і для їх утримання. З цього можна зробити висновок, що адміністративні посади були досить доходними. Виходячи з історичного досвіду, можна припустити, що джерелом значної частини доходів чиновництва були різноманітні зловживання та крадіжки. Іншою опорою влади були військо та жрецтво. Армія набиралася з вояків які отримували у винагороду натуральне утримання або ж державні наділи, використовувалися також найманці переважно з войовничих кочівників-амореїв.
Слід відзначити, що в умовах жорстко регламентованого життя часів ІІІ династії Ура вперше в Межиріччі запанував тривалий період миру та якого не якого, але порядку. Через це вперше в історії регіону виникають численні поселення поза межами міст. Раніше в умовах частих воєн та набігів люди постійно жили лише під захистом міських мурів.

### Освіта
Як вже вказувалося вище, величезний адміністративний апарат та страшна бюрократія вимагали, відповідно, величезної кількості кваліфікованих чиновників. Тож за ІІІ династії Ура досить велику увагу приділяли освіті, наприклад, цар Шульгі особистим розпорядженням наказав брати до шкіл якомога більше дітей, причому дозволив як виняток приймати і дітей з незнатних та нечиновницьких родин. Існувала ціла система досить добре організованих шкіл, які звалися едуби. Частина випускників залишалася при школах і, окрім адміністративної роботи та викладання, займалися створенням підручників, укладанням збірок легенд та поем, складанням хронік та законів. Фактично, наука та література тих часів в більшості своїй виросли зі шкільної освіти.

### Вільні та раби
Хоч часом в літературі описується, ніби за ІІІ династії Ура державний сектор охоплював взагалі усе господарство, але зараз відомо, що це не так. Поза державним господарством існували вільні общинники зі своїми полями та залишками громадського самоуправління. Відомо, що вони наймалися на окремі роботи (наприклад, збір урожаю) в царські господарства, де працювали не за пайку, а за плату, яка хоч і видавалася продуктами, але була розрахована на утримання родини. Втім, плата ця була незначна — пайок був утричі більший, ніж в гурушів, тобто складався з 4,5 літрів ячменю. Це, а також сам факт того, що ці люди наймалися на сезонні роботи, коли слід було працювати у власних господарствах, свідчить про їхню бідність. Відомо, що вільні общинники мали виконувати трудову повинність як гуруші та нгеме, але не постійно, а тимчасово — кілька місяців (зазвичай один) на рік. Робітникам, яких адміністрація затримувала в трудових таборах понад встановлений строк, платили як найманим — видавали пайок втричі більший, ніж гурушам.
Як саме жили «вільні» громади, невідомо, бо таблички висвітлюють державне господарство. Угод купівлі та продажу землі, характерних документів як до, так і після цього періоду, для ІІІ династії Ура немає — схоже, подібні операції з землею були заборонені.
В межах старих номів народні збори, схоже, не збереглися, але продовжував існувати громадський суд.
Вільні общинники жили дуже тяжко, вони масово розорювалися. Хоч торгівля землею заборонялася, але цю заборону нерідко обходили оформлюючи продаж як подарунок. Документи повідомляють також про випадки продажу бідняками в рабство своїх дітей, особливо дочок. Боржники, які не могли повернути позику, потрапляли у тимчасове рабство до позичальника, а їхні діти, що народилися під час нього, вже вважалися спадковими рабами. Про те, які були стосунки тих часів між «вільними» людьми та можновладними чиновниками, свідчить вже вступ до законів Шульгі «Сироту багатій людині він ні за що не віддавав, вдову можновладцю він ні за що не віддавав, людину шекеля, людині міни він… не віддавав». Тут слід підкреслити, що багатою за часів ІІІ династії Ура могла бути лише людина, яка займає помітне місце в державній ієрархії, тобто фактично цар хвалиться тим, що захистив простолюд не від якихось приватних лихварів, а від власних підлеглих — іншими словами урські царі пробували якось обмежити наслідки власної ж політики.
Хоч гуруші та нгеме в документах протиставляються власне рабам — «урду» шумерською (аккадською — «вардум»), але схоже, що життя останніх було легше. Приватні раби жили на правах молодших та неповноправних членів родин, за ними визнавалися певні права. Наприклад, вони були частково правоздатні, могли подавати в суд навіть проти своїх власників, вимагати привести їх до присяги, відводити свідків тощо. Відомі судові справи рабів, в яких ті вимагали свого звільнення, щоправда, в усіх відомих випадках програвали. Фактична експлуатація рабів, що зазвичай належали заможним людям, була менш жорсткою, ніж державний визиск гурушів. Окрім того, великі чиновники, що були основними власниками рабів, мали значні службові наділи, з яких виділяли невеличкі клапті рабам. Тож ті працювали в домі панів та на своїх полях. Відомо, що раби мали власне майно, родину, могли робити подарунки і навіть викуповуватися на волю.
Коштували раби дешево — 9-10 шекелів срібла за чоловіка, жінки ж в 2-3 рази дешевше. Рабів часто мали навіть представники низового чиновництва та кваліфіковані ремісники. Приватних рабів вільно купували та продавали, за винятком того, що жителів Шумеру та Аккаду, які потрапили в рабство, заборонялося продавати за межі держави.

## Ідеологія
Характерне для ІІІ династії Ура впорядкування зачепило навіть релігію та історію. Культи різних богів були зведені в єдину систему, був створений єдиний пантеон на чолі з ніппурським богом-царем Енлілем, друге місце займало головне божество Ура Нанна. Також велику роль відводили богу Еріду Енкі. Схоже, династія підкреслювала своє шумерське походження та особливо шанувала власне шумерських богів, а от храми семітської півночі жалілися на неповагу до своїх богів. Слід зауважити, що в цілому пантеон богів у тому вигляді, як його було сформовано за ІІІ династії Ура, проіснував без великих змін аж до часів, коли прадавню релігію Межиріччя витіснили авраамічні релігії.
Поширювалося вчення про те, що люди створені богами спеціально, аби їх обслуговувати, тож вони мають будувати храми, приносити жертви тощо, бо це їх святий вроджений обов'язок. Починаючи з Шульгі, царі отримують статусу богів, тож, відповідно, люди мають служити їм так само, як й іншим богам. Щоправда, серед дослідників не існує чіткої згоди щодо того, коли саме було визнано божественність Шульгі. Одні припускають, що це сталося на тридцятому році його правління, інші ж вважають, що усі документи, де згадується про його божественність, перш за все, гімни но його честь, з'явилися вже після смерті царя. Однак в будь-якому випадку на честь збожествленого Шульгі існували спеціальні ритуали, на його честь назвали зірку в небі та змінили назву одного з місяців, щоб той був пов'язаний зі святом на честь бога Шульгі.
Саме в часи ІІІ династії Ура був створений так званий «Царський список», в якому міфічні герої, напівлегендарні правителі та історичні діячі, що правили в різний час у різних місцях, часто одночасно були вишикувані у єдину систему династій, які заступали одна одну в міру переходу лугальства від одного міста до іншого. Картина реального давнього Шумеру з його незалежними містами-державами підмінялася образом єдиної країни, в якій час від часу змінюється столиця. Ідеологічні висновки зі списку очевидні — держава ІІІ династії Ура нібито була не чимось новим, а лише продовження щиро шумерських традицій.

## Загибель
Царству Шумера і Аккада загрожували вторгненнями племена амореїв з Сирійського степу, які зі своїх випалених сонцем степів прагнули потрапити на зрошені поля Південного Межиріччя. Для захисту від них було збудовано двістікілометрову стіну від Тигру до Євфрату по краю так званої гіпсової пустелі. Ця стіна захищала державу з півночі та частково з заходу, але амореї, не маючи можливості йти прямо на південь, йшли на схід, переправлялися через Тигр, спускалися східним берегом південніше, знову переходили річку і потрапляли в державу ІІІ династії Ура вже зі сходу.
Тим часом цар Іббі-Суен воював у Еламі. Правління царів Ура в Еламі завжди було неміцним — їм то вдавалося підкорити значні території, то еламіти повставали, війни змінювалися угодами та союзами. Тож Іббі-Суен загруз в еламських справах і, схоже, просто прогавив небезпеку. Тим часом численні аморейські племена зі своїми стадами вдиралися в Південне Межиріччя. Їхніх сил було недостатньо, аби підкорити країну, але вони грабували населення, перерізали шляхи, пасли своїх овець на ячмінних полях і змушували шумерів та аккадців ховатися за стінами міст. В місцинах, які постраждали від амореїв, господарське життя почало руйнуватися, загони гурушів розпадалися і розбрідалися хто куди, аби якось прогодуватися, адже централізоване постачання зі складів було порушене. Натовпи голодних людей грабували країну незгірш за прибульців. Держава Шумеру та Аккаду поринало в анархію, енсі на околицях держави почали відкладатися. Хоч Іббі-Суену вдалося відвоювати в еламітів Сузи і навіть захопити в полон еламського царя Енпілуххана, але вже незабаром його владу перестали визнавати в Лагаші та Уммі. На 6 році правління вороги захопили священне місто Ніппур, що сильно підірвало престиж династії. В Ларсі вождь аморейського племені Амнаум Напланум заснував власну династію.
Коли Іббі-Суен нарешті повернувся з Еламу до Ура, то в столиці назрівав голод. Величезну армію робітників та чиновників слід було годувати, а через амореїв централізоване господарство багато де розвалилося, а саме головне були перерізані зв'язки багатьох регіонів зі столицею і продовольство надходило лише з половини провінцій. У цій ситуації цар наказав чиновнику на ім'я Ішбі-Ерра поїхати в незачеплені вторгненням західні області і закупити зерно в господарствах вільних общинників. Ішбі-Ерра впорався з цим завданням і зібрав величезні запаси хліба в маленькому містечку Ісіні на рукаві Євфрату поруч з Ніппуром. Після цього він повідомив Ішбі-Суену про виконання завдання і про те, що для перевезення зерна треба 600 кораблів. Однак такої кількості в царя не було, і він порадив Ішбі-Еррі попросити баржі в міського енсі, а сам пообіцяв заплатити подвійну ціну за привезене зерно, чим, схоже, показав свою слабкість та нездатність управляти країною. Але Ішбі-Ерра попросив у енсі не кораблів, а створення союзу проти центральної влади, а себе оголосив царем — спершу обережно «царем своєї країни», а потім і царем «Шумера та Аккада». Трохи пізніше він захопив сусідній Ніппур. На той час вже багато хто з енсі на околицях держави фактично відпали від Ура, тепер ті з них, хто залишався йому вірним, в більшості своїй визнали царем Ішбі-Ерру, в якого був хліб і який контролював культовий центр Шумеру — храм Енліля в Ніппурі, а деякі й самі проголосили себе царями. Наприклад, енсі Ешнуни проголосив себе «царем сильним, царем країни Варіум».
Іббі-Суен ще кілька років правив Уром, але колишня столиця могутньої держави потерпала від голоду. Потім на ослаблений Шумер напали еламіти — в 2003 році до нашої ери амореї пропустили через захоплені ними землі війська еламського царя Хутран-Темпі. Еламіти захопили Ур, а самого Іббі-Суена відвели в полон в Аншан. Кілька років (2003–1996 роках до нашої ери) завойовники тримали в Урі гарнізон, але потім покинули розграбоване місто та його голодні околиці. В Шумері царем залишився Ішбі-Ерра, в Аккаді виникло кілька дрібних царств.
Загибель держави Шумера та Аккада стала темою плачів, що стали цілим напрямком в тогочасній літературі. Ось уривок з «Плачу про загибель Ура», мова ведеться від імені богині Нінгаль, що вважалася дружиною покровителя міста Нанни:
|  | Вола мого з хліву не женуть пастися — його погонич пішов Барана мого з хліву не женуть пастися — його пастух пішов В каналах мого міста справді набрався пісок Дійсно стали вони житлом лисиць Не течуть по них проточні води — той, хто дбав про них, пішов На полях мого міста не росте ячмінь — наглядач пішов ...Моє добро той, хто прийшов знизу, вниз уніс за рікою (моє добро! — кажу я) Моє добро той, хто прийшов зверху, вверх уніс за рікою (моє добро! — кажу я) Моє срібло та камені розібрані (моє добро! — кажу я) Мої скарби розорено (моє добро! — кажу я) Моїм сріблом, хто не знав срібла, той наповнив руки Моїм камінням, хто не знав каміння, той прикрасив шию |